# Lichenophanes morbillosus
Lichenophanes morbillosus là một loài bọ cánh cứng trong họ Bostrichidae. Loài này được Quedenfeldt miêu tả khoa học năm 1887.